# تانی هیسائو
تانی هیسائو (انگلیسی: Hisao Tani؛ ۲۲ دسامبر ۱۸۸۲ – ۲۶ آوریل ۱۹۴۷) سپهبد نیروی زمینی امپراتوری ژاپن بود.
وی همچنین برندهٔ جوایزی همچون نشان بادبادک طلایی و نشان سلطنتی ویکتوریایی شده‌است.